# De laatste harde rekening
De laatste harde rekening is een hoorspelserie van Mischa Mleinek. Die letzte harte Rechnung werd op 12 en 19 augustus 1972 door de Bayerischer Rundfunk uitgezonden. In de vertaling van Justine Paauw werden de twee delen door de AVRO uitgezonden op dinsdag 2 en 9 april 1974 (met een herhaling op zaterdag 28 november en 5 december 1987). De regisseur was Hero Muller.

## Delen
- Deel 1 (duur: 31 minuten)
- Deel 2 (duur: 32 minuten)

## Rolbezetting
- Bob Verstraete (Sandy Dess)
- Willem Wagter (Pepe Zantoza)
- Robert Sobels (president Perez)
- Frans Kokshoorn (Nero)
- Trudy Libosan (Cobina Reni)
- Dick Swidde (Vargo Passetta)
- Elisabeth Versluys (Rosita Reni-Passetta)
- Sacco van der Made (Lorenzo Passetta)
- Pieter Groenier (een pompbediende)
- Frits Thors (een nieuwslezer)
- Frans Vasen (hoteleigenaar)

## Inhoud
De agent Sandy Dess, door zijn opdrachtgevers wegens enkele onrechtvaardigheden ontslagen, gaat nieuwe avonturen tegemoet. Het hoofd van de geheime inlichtingendienst van een exotisch land heeft hem een opdracht gegeven die aanzienlijke winst kan opleveren. Sandy moet op z’n minst een deel van de gelden terughalen, die de familie van de omvergeworpen dictator Passetta uit het land heeft geloodst. Zorgvuldig plannend stelt Sandy zich met zijn oude helper Nero in verbinding, en dan gaat alles toch helemaal anders dan voorzien…